# Garde d'Honneur du Sacré-Cœur

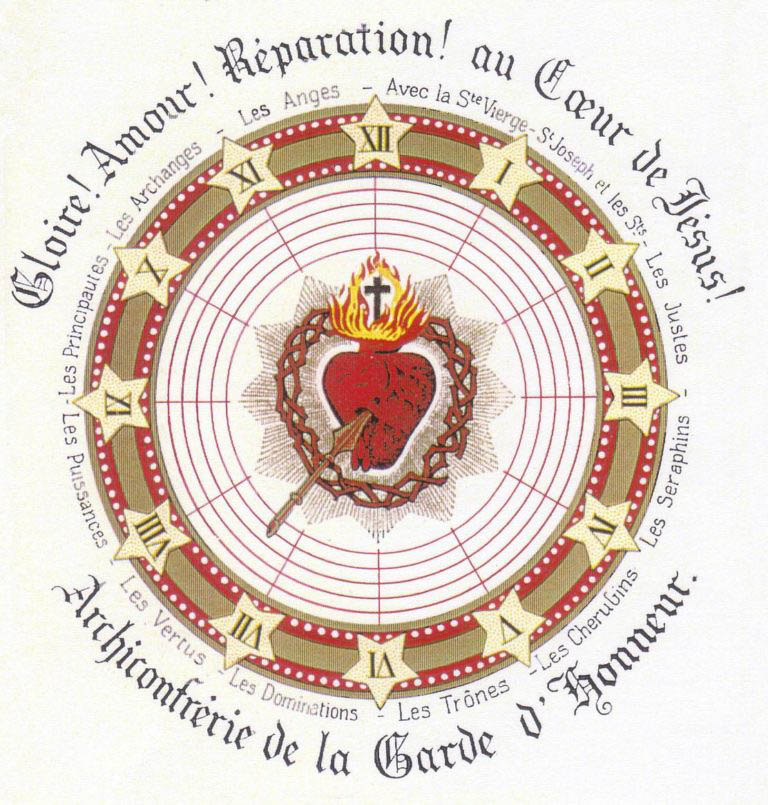
Cadran de la Garde d'Honneur du Sacré-Cœur de Jésus.

La Garde d’Honneur du Sacré-Cœur de Jésus est une dévotion de l’Église catholique romaine établie par sœur Marie du Sacré-Cœur Bernaud à l’abbaye de la Visitation de Bourg-en-Bresse (France) le vendredi 13 mars 1863. 
Elle a comme buts :
- Culte rendu au Cœur du Christ ;
- Orientation réparatrice et eucharistique ;
- Sanctification du devoir d’état ;
- Heure de Présence.

Elle pratique spécialement l'Heure de Garde, qui consiste à choisir une heure et l’offrir chaque jour au Cœur de Jésus, sans changer l’activité ordinaire (travail) et en unissant l’offrande de notre quotidien à l’offrande du Sang et de l’Eau jaillis de la Blessure du Cœur de Jésus.

## Origine
L'Heure de Présence au Cœur de Jésus est une association internationale. Elle trouve son origine au Calvaire avec la présence aimante de Marie, Jean, Marie Madeleine au pied de la Croix. Au XVIIe siècle, le Christ rappelle à Marguerite-Marie Alacoque, Visitandine, de quel amour Il a aimé les hommes et combien Il souffre de leur indifférence. 
Fin 1862, une lettre reçue du monastère de la Visitation d’Annecy dit : « Notre Seigneur s’est plaint à une âme très favorisée que, nous ayant révélé son Cœur, nous ne déployions pas assez de zèle pour en propager le culte ». À la Visitation de Bourg, les sœurs se tournent vers Marie du Sacré-Cœur Bernaud : « C’est à vous de trouver un nouveau moyen pour faire glorifier le Cœur de Jésus ».  Et en 1863, elle eut la vision intellectuelle du cadran de la Garde d’Honneur qu'elle reproduisit, puis en écrivit les légendes Amour ! Gloire ! Réparation ! avec au-dessous Garde d’Honneur du Sacré-Cœur. 
Le 13 mars 1863, l’Association fut fondée : toutes les sœurs de la communauté de Bourg choisissent leur heure. Le Jeudi saint de 1863, Marie du Sacré-Cœur rédigea le programme de l’association et le Vendredi saint la prière d'offrande à l’Heure de Garde. En avril 1863, Marie du Sacré-cœur choisit les douze protecteurs correspondant à chaque heure : la Vierge Marie, saint Joseph, les justes de la terre et les neuf chœurs des anges. Le 9 mars 1864, une Ordonnance de Mgr de Langalerie, évêque de Belley, établit dans la chapelle de la Visitation de Bourg, la Confrérie de la Garde d’Honneur du Sacré-Cœur. 
Le 5 juin 1864, une trentaine d’évêques sont réunis à Marseille pour la consécration de la basilique Notre-Dame de la Garde. Le 25 mars 1872, le pape Pie IX demanda son enrôlement dans la Garde d’Honneur. Le 7 juin 1872, la Garde d’Honneur fait l'objet d'une érection canonique en Italie.
L’œuvre se répandit dans le monde entier jusqu'à ce que le pape Léon XIII érige la Garde d’Honneur en archiconfrérie avec pour son centre le couvent de la Visitation de Bourg. Marie du Sacré-Cœur Bernaud resta humble et ignorée, continuant ses tâches de religieuse, bien qu'elle ne cessa d'encourager la Garde d'Honneur et ses membres jusqu'à sa mort, survenue le 3 août 1903.

## Participation

### Adhésion
Toute personne, quels que soient son état de vie ou son âge peut faire partie de la Garde d'Honneur du Sacré-Cœur. La participation consiste dans le choix d'une heure de la journée et d'offrir chaque jour cette heure au Cœur de Jésus. Il n'est pas nécessaire d'aller dans une église pendant cette heure, le principe étant de continuer son occupation du moment. L'important, dans cet engagement, est l'amour déployé dans tout ce qui est fait et vécu durant cette heure, où que l'on soit, quoi que l'on fasse. Le Garde d'Honneur est appelé à répondre à l'amour de Jésus pour tous les hommes par l'offrande quotidienne de l'heure choisie. Ainsi, à tout instant, des hommes et des femmes de toutes conditions, rendent à Jésus amour pour amour.

### Prière d'offrande
Les participants commencent par l'heure choisie par la Prière d'offrande : « Seigneur Jésus, présent au tabernacle, je t’offre cette heure, avec toutes mes actions, mes joies et mes peines, pour glorifier ton Cœur par ce témoignage d’amour et de réparation. Puisse cette offrande profiter à mes frères et sœurs et faire de moi un instrument de ton dessein d’amour. Avec Toi, pour Toi et en Toi, pour eux, je me sanctifie, afin qu’ils soient, eux aussi, sanctifiés en vérité. Cœur Sacré de Jésus, que ton règne vienne ! ».  

### Les heures
- De midi à une heure : Avec la Sainte Vierge, pour l’Église catholique, le Pape, les évêques, les ordres religieux, les séminaires, les noviciats, les causes difficiles et désespérées.
- D'une heure à deux : avec saint Joseph et les Saints, pour les Nations et ceux qui les gouvernent, les diverses administrations civiles, la Paix et l'unité.
- De deux à trois : avec les Justes de la Terre, pour les grandes institutions politiques, civiles et sociales, le caractère religieux des lois et des mœurs, le respect du dimanche.
- De trois à quatre : avec les Séraphins, pour la Famille, le mariage chrétien et ses lois, les fiancés, les affaires temporelles.
- De quatre à cinq : avec les Chérubins, pour l'enseignement, l'éducation de la jeunesse, ceux qui s'y dévouent, le choix des carrières et des vocations.
- De cinq à six : avec les Trônes, pour le travail, les chefs d'entreprise, les salariés, la résolution des problèmes économiques et sociaux, ceux qui voyagent.
- De six à sept : avec les Dominations, pour les personnes affligées, les pauvres, les détenus, ceux qui sont exposées aux épreuves et tentations.
- De sept à huit : avec les Vertus, pour l'évangélisation, les missions et les missionnaires, l'action catholique.
- De huit à neuf : avec les Puissances, pour la conversion des pécheurs et de ceux qui se sont éloignés de la foi, la réparation des blasphèmes et des sacrilèges.
- De neuf à dix : avec les Principautés, pour les malades et les agonisants, la persévérance finale et le respect de la vie.
- De dix à onze : avec les Archanges, pour les âmes du Purgatoire, les gardes d'honneur défunts.
- De onze à douze : avec les Anges, pour le règne du Cœur de Jésus, les Œuvres eucharistiques et toutes qui sont destinées à procurer la gloire du Sacré-Cœur, l'extension de la Garde d'Honneur, la fidélité et l'union des membres, actions de grâce pour les bienfaits reçus.

### Le cadran
Jésus confia à Marguerite-Marie Alacoque la mission de promouvoir le culte de son Divin Cœur ; il affirma notamment : « Je prends un singulier plaisir à voir mon amour honoré sous la figure d’un cœur de chair. Je désire que l’image en soit exposée en public afin de toucher par là le cœur insensible des hommes. Partout où cette image sera exposée pour y être honorée, elle attirera toutes sortes de bénédictions ». 
La Garde d’Honneur voulut répondre à cet appel et prit pour emblème un cadran au centre duquel est représenté le Cœur de Jésus et au-dessus la devise « VIVE + JÉSUS ». Vient ensuite la légende : « GLOIRE AMOUR RÉPARATION AU CŒUR DE JÉSUS » qui résume le but de la Garde d’Honneur selon la parole du psaume 68 : « L’insulte m’a broyé le cœur, le mal reste incurable. J’espérais la compassion, mais en vain, des consolateurs, et je n’en ai pas trouvé » (Ps 68,21). Autour du Cœur percé par la lance, sont placées douze étoiles indiquant les douze heures du cadran et les noms des adhérents inscrits dès leur engagement, à l’heure préalablement choisie par chacun d’eux. Le cadran est exposé dans un oratoire, une chapelle, une église, une école…

## Personnalités
- Saint Jean Bosco
- Pape Pie IX
- Pape Léon XIII
- Saint Pie X
- Pape Pie XII
- Sainte Madeleine-Sophie Barat
- Sainte Rose-Philippine Duchesne
- Saint Daniel Comboni
- Saint Mutien-Marie Wiaux
- Bienheureuse Marie du Divin Cœur
- Bienheureux Marcel Callo
- BienheureuseMarie de Jésus Deluil-Martiny
- Saint Charles de Foucauld